# Lakakallio
Lakakallio är en kulle i Finland. Den ligger i Vederlax i landskapet Kymmenedalen, i den södra delen av landet, 150 km öster om huvudstaden Helsingfors.
Terrängen runt Lakakallio är platt. Havet är nära Lakakallio åt sydost.  Närmaste större samhälle är Virojoki, 10,7 km norr om Lakakallio. 